# Sataspes javanica
Espèce
Sataspes javanica est une espèce de lépidoptères appartenant à la famille des Sphingidae, à la sous-famille des Smerinthinae, à la tribu des Smerinthini et au genre Sataspes.
Elle a été décrite par l'entomologiste allemand Walter Karl Johann Roepke en 1941.

## Répartition et habitat
Sataspes javanica se trouve notamment en Malaisie, à Java et à Bornéo.